# NMS Regina Maria
Lo NMS Regina Maria fu un cacciatorpediniere della Forțele Navale Române, entrato in servizio nel 1930 come seconda e ultima unità della classe Regele Ferdinand.
Attivo durante la seconda guerra mondiale, il cacciatorpediniere operò nel teatro di operazioni del Mar Nero principalmente come unità di scorta ai convogli mercantili, per la caccia ai sommergibili sovietici e per la posa di mine; l'unità si distinse durante le operazioni di evacuazione dei reparti dell'Asse da Sebastopoli nell'aprile-maggio 1944.
Dopo l'armistizio tra Regno di Romania e Unione Sovietica, nel settembre 1944 il cacciatorpediniere fu acquisito dalla Marina sovietica e rinominato Letučij, ma nel giugno 1951 fu restituito alla Romania servendo ancora, sotto il nome di D22, fino all'aprile 1961, quando fu radiato e avviato alla demolizione.

## Storia

### Entrata in servizio e prime operazioni
La nave fu ordinata alle Officine & Cantieri Partenopei di Napoli nell'allora Regno d'Italia il 13 novembre 1926, venendo impostata nel giugno 1927; l'unità fu poi varata il 2 marzo 1929 con il nome di NMS Regina Maria in onore di Maria di Sassonia-Coburgo-Gotha, consorte del re Ferdinando I di Romania, entrando poi ufficialmente in servizio il 7 settembre 1930 dopo essere giunta in Romania. La nave fu quindi assegnata in forza allo "Squadrone cacciatorpediniere" (Escadrila de Distrugătoare) della Marina romena, e il 27 maggio 1931 fu visitata dal re Carlo II di Romania e dal primo ministro Nicolae Iorga. La stessa regina Maria di Romania salì a bordo della nave a cui dava il nome il 22 giugno 1932 per intraprendere una breve crociera da Costanza a Balčik in Bulgaria; il 19 maggio 1937 invece il Regina Maria partecipò alla parata navale internazionale a Spithead in onore dell'incoronazione del re Giorgio VI del Regno Unito.
Con il lancio dell'operazione Barbarossa il 22 giugno 1941, il Regno di Romania si ritrovò in prima linea nel sostenere la Germania nazista nella sua lotta contro l'Unione Sovietica. Il 26 giugno una flottiglia sovietica lanciò un'incursione contro la base di Costanza: i cacciatorpediniere classe Leningrad Moskva e Char'kov  iniziarono a cannoneggiare il porto di Costanza, venendo affrontati dai cacciatorpediniere Regina Maria e NMS Mărăști e da una batteria di artiglieria pesante costiera tedesca. Le navi romene scambiarono colpi d'artiglieria con le unità sovietiche da una distanza compresa tra gli 11 e i 16 chilometri, ma l'unico danno che riuscirono a causare fu l'abbattimento dell'albero del Moskva; ad ogni modo, l'accurato fuoco delle unità dell'Asse convinse le navi sovietiche a ritirarsi dopo dieci minuti di cannoneggiamento. Poco dopo lo sganciamento, la squadra sovietica finì in un campo minato romeno e il Moskva colò a picco dopo aver urtato un ordigno.
Largamente superate in numero dalla Flotta del Mar Nero sovietica, le unità della Marina romena rimasero inizialmente al sicuro dietro i massicci sbarramenti di mine navali depositati davanti al porto di Costanza, addestrandosi per le operazioni di scorta ai convogli navali; a iniziare dal 5 ottobre 1941, le unità posamine romene iniziarono a stendere campi minati per proteggere le rotte mercantili che collegavano Costanza al Bosforo, protette a distanza dai cacciatorpediniere della Escadrila de Distrugătoare. Quello stesso 5 ottobre il Regina Marina fu preso di mira dal sommergibile sovietico L-4, ma i due siluri lanciati da battello mancarono il bersaglio. Il 1º dicembre il Regina Maria, il suo gemello Regele Ferdinand e il cacciatorpediniere Mărăști stavano scortando un convoglio verso Odessa, da poco occupata dalle forze tedesco-romene, quando un sommergibile sovietico li attaccò senza successo; l'unità nemica fu subito avvistata e fatta oggetto del lancio di bombe di profondità da parte del Regele Ferdinand e del Regina Maria. I romeni rivendicarono l'affondamento del sommergibile, ma i resoconti sovietici non riportano alcuna perdita per quel giorno. I due cacciatorpediniere Regele Ferdinand e Regina Maria scortarono poi un altro convoglio da Costanza a Odessa tra il 16 e il 17 dicembre, l'ultimo prima che il ghiaccio invernale portasse alla chiusura del porto.

### Ultime operazioni di guerra e radiazione

Il Regina Maria ritratto in navigazione nel 1942

Il 20 aprile 1942, dopo lo scioglimento dei ghiacci invernali, il Regina Maria e i cacciatorpediniere Mărăști e NMS Mărășești scortarono il primo convoglio diretto a Očakiv. Successivamente i cacciatorpediniere romeni furono prevalentemente impegnati in attività di scorta alle navi dirette al Bosforo da Costanza; nelle notti tra il 22 e il 23 giugno e tra il 24 e il 25 giugno, tuttavia, i cacciatorpediniere Regina Maria, Regele Ferdinand e Mărășești coprirono la posa di campi minati difensivi al largo di Odessa. Il 20 aprile 1943 il sommergibile sovietico S-33 riuscì a silurare e colare a picco il grosso mercantile romeno SS Suceava nonostante la scorta fornita dal Regina Maria e da tre dragamine tedeschi; nella notte tra il 9 e il 10 novembre 1943, invece, il Regina Maria e il gemello Regele Ferdinand scortarono i posamine romeni diretti a stendere sbarramenti difensivi al largo di Sebastopoli.
Vittoriosi attacchi sovietici in Ucraina portarono all'inizio del 1944 all'isolamento dei reparti dell'Asse nella penisola di Crimea. All'inizio dell'aprile 1944 una nuova grande offensiva portò alla liberazione di gran parte della penisola e all'asserragliarsi dei reparti tedesco-romeni all'interno di Sebastopoli; la Marina romena diede quindi il via all'evacuazione via mare della città il 14 aprile, e i cacciatorpediniere furono intensamente impegnati nelle missioni di scorta ai convogli di truppe. Il 18 aprile il Regina Maria e il Regele Ferdinand intervennero in soccorso del mercantile SS Alba Julia, silurato dal sommergibile L-4 e ulteriormente danneggiato da un attacco aereo sovietico; mentre i passeggeri venivano evacuati da altre unità, i due cacciatorpediniere inviarono a bordo dello Alba Julia un piccolo equipaggio che tenne a galla la nave fino all'arrivo dei rimorchiatori che la trainarono in salvo fino a Costanza. Il Regina Maria compì altri due viaggi per evacuare i soldati dell'Asse da Sebastopoli, e fece parte dell'ultimo convoglio navale che lasciò la città nella notte tra l'11 e il 12 maggio.
Dopo il colpo di Stato del re Michele il 23 agosto, la Romania cambiò schieramento e dichiarò guerra alle Potenze dell'Asse; il Regina Maria rimase fermo in porto finché non fu preso in consegna dalle forze sovietiche il 5 settembre, come il resto delle unità navali romene. L'unità entrò quindi in servizio con la Flotta del Mar Nero sovietica, venendo rinominata Letučij il 20 ottobre; il cacciatorpediniere fu poi cancellato dai registri navali sovietici il 3 luglio 1951, dopo essere stato restituito alla Romania il 24 giugno precedente. La nave rientrò in forza allo Squadrone cacciatorpediniere romeno, ma vide cambiato il suo nome in D22 visto il nuovo regime repubblicano socialista insediato nel paese. La nave continuò a servire con la flotta romena fino alla sua radiazione nell'aprile 1961, venendo poco dopo avviata alla demolizione.